# Ndevru
Ndevru (ou Ndzevru) est une localité du Cameroun située dans la région du Nord-Ouest et le département du Bui. Il fait partie de la commune de Nkum.

## Population
Lors du recensement de 2005, on a dénombré 1 080 personnes.